# Том Кени
Томас Џејмс Кени (енгл. Tom Kenny; Њујорк, 13. јул 1962) је амерички глумац и комичар, најпознатији по свом гласу Сунђер Боба Коцкалонета  у , Сунђер Боб Коцкалоне .

## Рани живот
Томас Џејмс Кени је рођен у Сиракјус у савезној америчкој држави Њујорк, 13. јула 1962. године и тамо је живео и одрастао. Његови родитељи су били Тереза Кени и Пол Кени. Као дете, је волео да црта и сакупља албуме са плочама. Том Кени је упознао Бобкета Голдвејта у првом разреду и постали су доживотни пријатељи. У средњим тинејџерским годинама видели су оглас за вече отвореног микрофона у Скејниатилису на којем је био комичар Бери Криминс са надимком „Мачка медвед“. Он и његов друг Бобкет Голдвејт су отишли на догађај и наступили под надимцима Тоmcat and Bobcat(Томмачка и Бобмачка), као омаж Криминсу, након чега је Бобкет  Голдвејт користио Бобкет као своје уметничко име. Описујући Кенијеве станд-уп рутине, Голдвејт је рекао: „Том би се попио и причао о свом терапеуту, а није чак ни имао терапеута, само је волио Вудија Алена .

## Каријера
Том Кени је глумио у многим филмовима и ТВ емисијама, дебитовао је у филму Како сам ушао у колеџ (1989), а касније се појавио у филмовима као што су Тресни кловна(1991) и Стрип: Филм(2004). На телевизији је почетком 1990-их водио сегменте „Музичких вести“ у спотовима у петак увече . Појавио се у скеч комедијама Ивица које су се емитовале на Фокс-у од 1992. до 1993. и Мр. Шоу које је емитовано на ХБО-у од 1995. до 1998. године, обе улоге у емисији су биле као редовни члан глумачке екипе. Појављује се у сегментима са људима Сунђер Боб Коцкалоне као Гусар Закрпа а касније као и људска верзија Сунђер Боба Џим Боб у епизоди "Сунђер Бобовова велика рођенданска журка".

## Гласовна глума
Том Кени је рекао да оглашава „много слатких жутих ликова“. Он је описао Сунђер Бобов глас као између гласа детета и одрасле особе, рекавши: „Замислите Стена Лорела , Џерија Луиса као дете-човека. Нешто као Мучкин , али не баш, као дете, али не дечјим гласом Чарлија Брауна у ТВ емисијама“. 
Том Кени је позајмио глас многим цртаним ликовима од којих су најпознатији Сунђер Боб Коцкалоне у "Сунђер Боб Коцкалоне", Ледени Краљ у "Време је за авантуру", Скванчија у "Рик и Морти",Купидона у "Чудновили Родитељи",Кера у "Мачкер",позајмљује пуно гласова у "Моћне девојчице", Хефера Волфа у "Роков модерни живот" итд.

## Сунђер Боб Коцкалоне
Док је радио на анимираној серији "Rocko's modern life", Том Кени је упознао Стивена Хиленбурга . Након отказивања "Rocko's modern life" 1996. године, Стивен Хиленбург је  то искористо за почетак развијања Сунђер Боба. Стивен Хиленбург је желео да заснује емисију на својој омиљеној животињи, морском сунђеру , "јер је то смешна животиња, чудна".Да би изразио овај лик, Стивену Хиленбург се обратио Том Кенију 1997. године.
Анимирана серија Сунђер Боб Коцкалоне , премијерно је приказана на Никелодеону  1. маја 1999. Убрзо је постала критички успех. Том Кени даје глас насловном лику Сунђер Бобу Коцкалонету али и другим ликовима у емисији као нпр. Сунђер Бобовог највећег обожаватеља Гусара Закрпу, Сунђер Бобовог љубимца пужа Гарија , наратора серије (смешна верзија Жака Кустоа ) и Сунђер Бобовог оца (Харолда ). Он је тумачио и људску верзију Сунђер Боба Џим Боба.

## Награде
Том Кени освојио је неколико престижних награда током своје каријере. Међу најзначајнијим признањима је Еми награда коју је добио 2018. године за изузетно извођење гласа у анимираној серији "Сунђер Боб Коцкалоне".
Такође, Кени је освојио Ени награду 2010. године за најбоље гласовно извођење у анимираној телевизијској продукцији. Ени награде су посебно цењене у индустрији анимације.